# ستيف بيكر
ستيف بيكر (بالإنجليزية: Steve Baker)‏ (16 يونيو 1962 في المملكة المتحدة - ) هو لاعب كرة قدم بريطاني في مركز الدفاع. لعب مع نادي بورنموث ونادي بيرنلي ونادي ساوثهامبتون ونادي فارنبوروه ونادي ليتون أورينت ونادي هايز ونادي ألدرشوت وBasingstoke Town F.C. ‏ ونادي ألدرشوت تاون.

## وصلات خارجية
- ستيف بيكر على موقع قاعدة بيانات كرة القدم.إي يو (الإنجليزية)